# Melaune

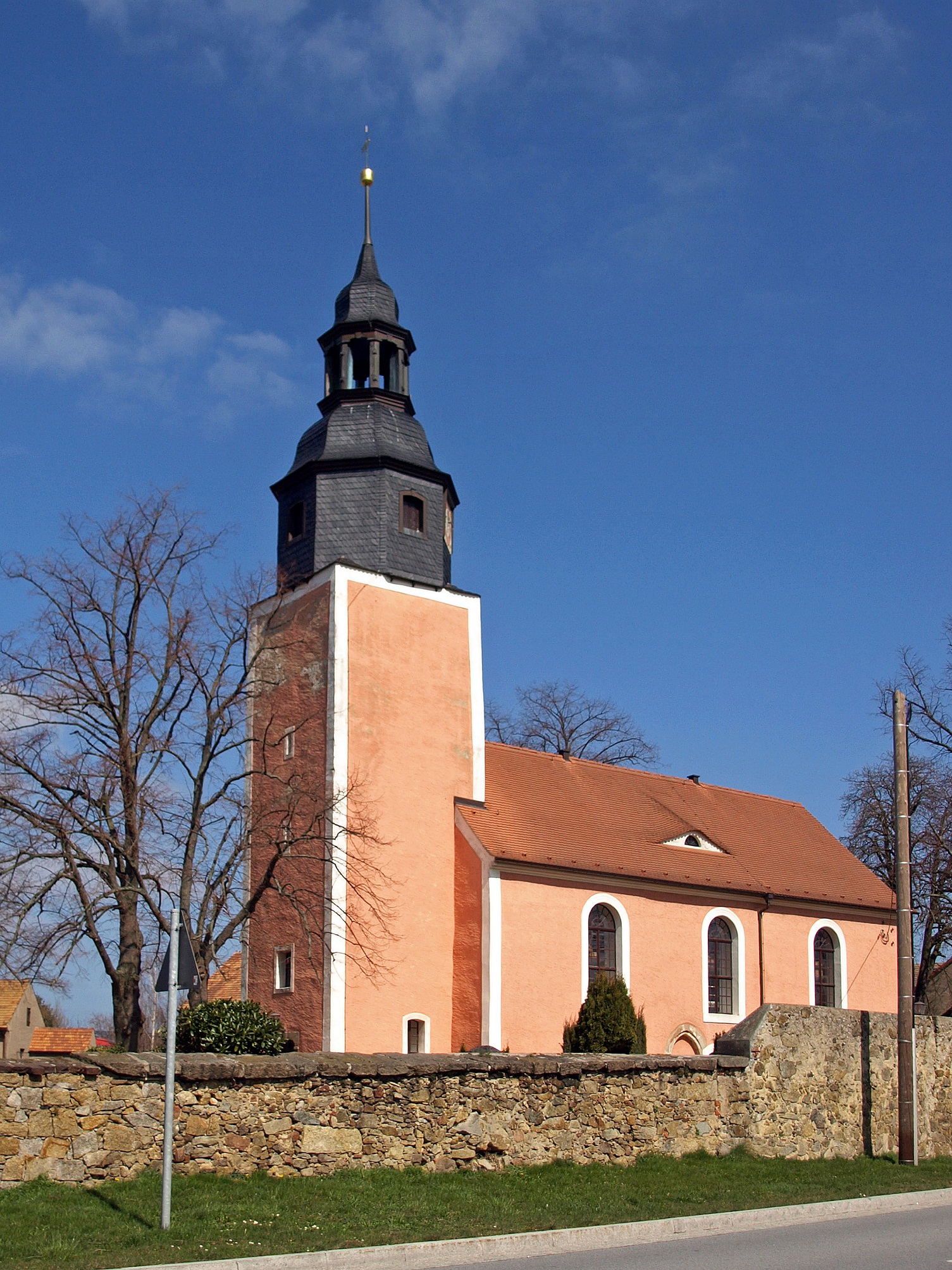
Kirche Melaune

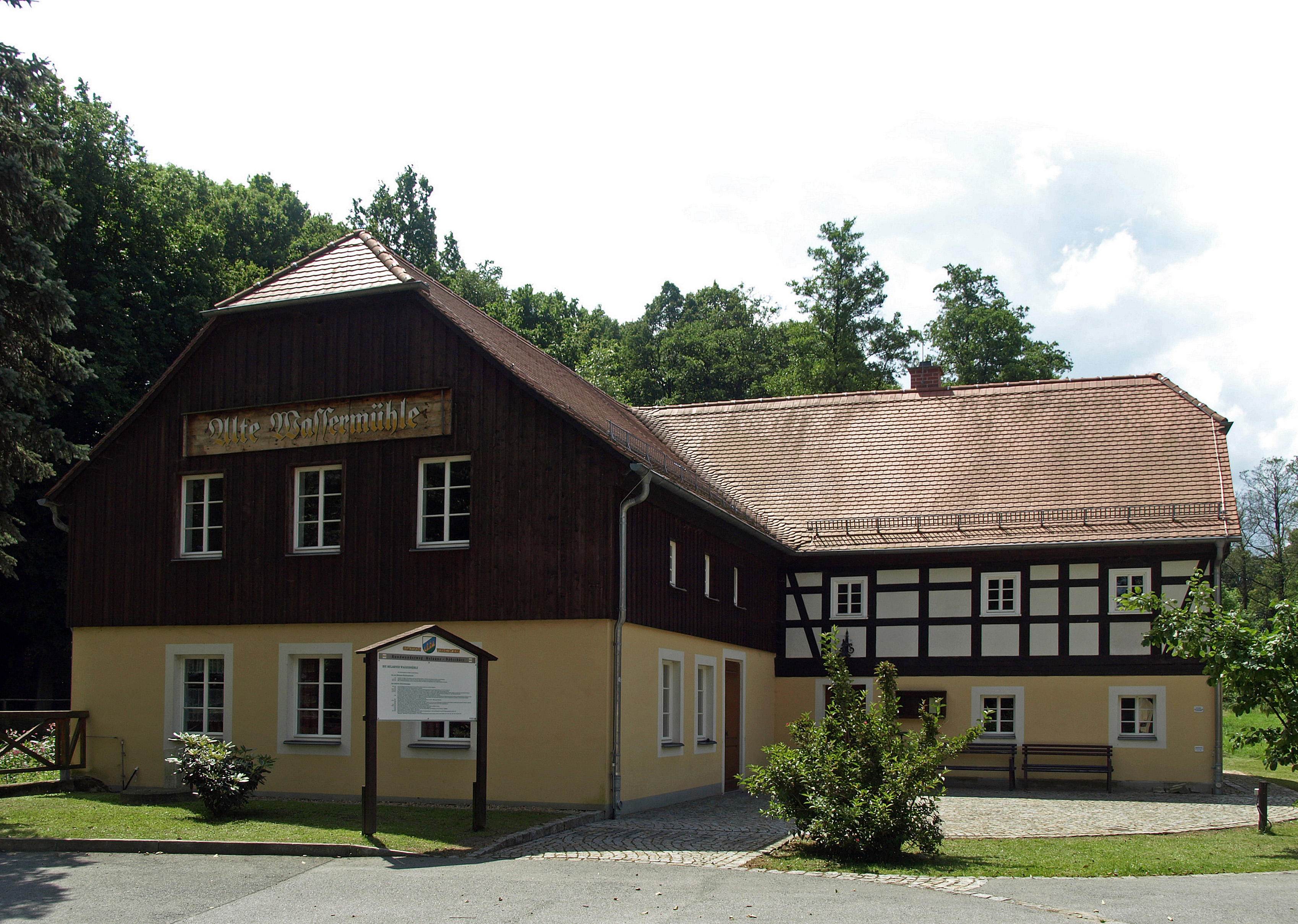
Wassermühle Melaune (2014)

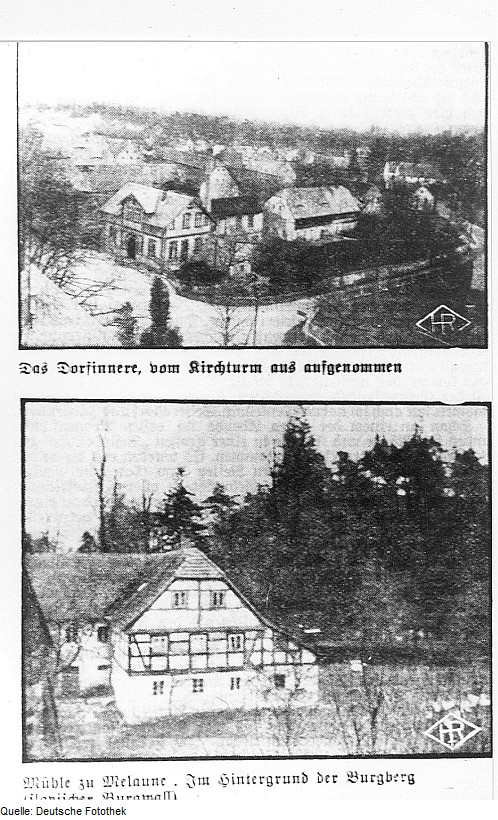
Mühle zu Melaune (1932)

Melaune (obersorbisch Měrjow) ist ein Ortsteil der ostsächsischen Gemeinde Vierkirchen im Landkreis Görlitz (Oberlausitz). In Melaune hat die Gemeinde ihren Sitz, zudem steht im Ort eine der vier namensgebenden Kirchen.

## Geographie
Das Rundplatzdorf am westlichen Ufer des Schwarzen Schöps liegt im mittleren Teil des Landkreises, etwa zwei Kilometer südlich der Bundesautobahn 4 (A 4), Anschlussstelle Nieder Seifersdorf. Durch den Ort führt die Staatsstraße 122 (S 122; Löbau–A 4–Niesky), von der nördlich der Ortslage die S 124 in südöstlicher Richtung nach Reichenbach/O.L. abzweigt.
Umgebende Orte sind Nieder Seifersdorf im Nordosten, Döbschütz im Osten, Krobnitz und Meuselwitz im Südosten, Neucunnewitz im Südwesten, Buchholz und Tetta im Westen sowie Prachenau im Nordwesten. Die Kreisstadt Görlitz liegt etwa 15 Kilometer östlich.

## Geschichte

### Ortsgeschichte
Melaune ist ursprünglich eine slawische Siedlung, die im Rahmen der zweiten Phase der deutschen Ostexpansion im 12. Jahrhundert durch deutsche Siedler erweitert wurde. Urkundlich erstmals erwähnt wird das Dorf Merowe (von Sorbisch měr, „Frieden“) im Jahr 1239 in einer Besitzurkunde des Klosters St. Marienthal, als Wenzel I., König von Böhmen, dem Kloster den Besitz der Niederdörfer des Görlitzer Kreises bestätigte.
Die Nichterwähnung der Kirche im Meißner Bistumsmatrikel von 1495 spricht dafür, dass sie erst im 16. Jahrhundert als Filialkirche von Meuselwitz entstand. Urkundliche Erwähnung findet sie 1523. Im Jahr 1550 war die Kirche bereits reformiert; der Gottesdienst fand auf Deutsch und Sorbisch statt. Ebenfalls ist für dieses Jahr belegt, dass Döbschütz und Prachenau nach Melaune eingepfarrt waren. Für das Jahr 1602 ist eine Schule nachweisbar. Der Sprachwechsel der Melauner vom Sorbischen zum Deutschen war spätestens Ende des 17. Jahrhunderts abgeschlossen. Auf der Oberlausitz-Karte von Johann George Schreiber (1676–1750) liegt Melaune bereits knapp außerhalb des Sprachgebietes, während Krischa noch dazugehört.
Noch während des Dreißigjährigen Krieges (1618–1648) trat das Königreich Böhmen die beiden lausitzischen Markgraftümer im Prager Frieden von 1635 an das Kurfürstentum Sachsen ab. Somit gehörte auch Melaune fortan zu Sachsen.
Im Jahr 1760 brannte der Turm und ein Teil der Kirche ab. Der Wiederaufbau des Turms erfolgte 1765.
Infolge der auf dem Wiener Kongress beschlossenen Teilung des Königreiches Sachsen kam 1815 einen Großteil der sächsischen Landesfläche an Preußen – unter anderem die Niederlausitz und der größere Teil der Oberlausitz. In der Folge wurde Melaune dem neu gegründeten preußischen Landkreis Görlitz (Provinz Schlesien) zugeordnet.
Im Jahr 1833 errichtete die Gemeinde ein Schulhaus, das bis 1958 als solches genutzt wurde. Die Kirche wurde 1845 umgebaut und ihr Inneres 1896 erneuert. Durch den Umbau der Wassermühle hat die Bevölkerung Melaunes bereits 1909 Zugang zur Elektrizität.
Im Zweiten Weltkrieg hatte die Gemeinde 42 Opfer zu beklagen. Während der Kampfhandlungen in den letzten Kriegswochen wurden die Bäckerei, die Fleischerei und ein Bauerngut zerstört. Nach dem Krieg kamen die Teile Niederschlesiens, die westlich der Lausitzer Neiße lagen, wieder an das Land Sachsen. Die Restkreise Rothenburg und Görlitz wurden zum Landkreis Weißwasser-Görlitz (später Landkreis Niesky) zusammengeschlossen. Bei der Verwaltungsreform von 1952 kam Melaune zum neuen Kreis Görlitz (Bezirk Dresden). Ein Jahr später gründete sich die Landwirtschaftliche Produktionsgenossenschaft (LPG) „Rotes Banner“ vom Typ III.
Zum 1. April 1959  wurde der Nachbarort Döbschütz eingemeindet, im Jahr 1974 folgte die Eingemeindung von Prachenau.
Im Jahr 1977 eröffnete in Melaune eine Freilichtbühne mit Eisstadion. 1985 öffnete die Klubgaststätte „Thomas Müntzer“.
Am 1. Januar 1994 schlossen sich die Gemeinden Arnsdorf-Hilbersdorf, Buchholz und Melaune zur Gemeinde Vierkirchen zusammen. Durch die Kreisreform im August desselben Jahres kam die Gemeinde zum Niederschlesischen Oberlausitzkreis, an dessen südwestlicher Grenze sie lag. Durch eine erneute Kreisreform im August 2008 gehört die Gemeinde Vierkirchen und somit auch Melaune zum Landkreis Görlitz.

### Bevölkerungsentwicklung
| Jahr                                          | Einwohner |
| --------------------------------------------- | --------- |
| 1825                                          | 329       |
| 1871                                          | 423       |
| 1885                                          | 359       |
| 1905                                          | 339       |
| 1925                                          | 357       |
| 1939                                          | 342       |
| 1946                                          | 415       |
| 1950                                          | 417       |
| 1964                                          | ¹: 631    |
| 1971                                          | ¹: 604    |
| 1988                                          | ²: 796    |
| 1990                                          | ²: 755    |
| 1993                                          | ²: 715    |
| 1993                                          | 370       |
| 1999                                          | ²: 732    |
| 2002                                          | 344       |
| 2008                                          | 313       |
| 2011                                          | 283       |
| ¹ mit Döbschütz ² mit Döbschütz und Prachenau |           |

Im Jahr 1777 wurden für Melaune 10 besessene Mann, 7 Gärtner und 21 Häusler verzeichnet.
Bei der preußischen Volkszählung im Jahr 1825 wurden 329 Einwohner ermittelt. Bis zur Gründung des Deutschen Reiches stieg die Einwohnerzahl auf 423, aber bereits zwei Jahrzehnte später lag sie wieder bei 339. Einem Anstieg auf 357 Einwohner im Jahr 1925 folgte ein gemäßigter Rückgang auf 342 im Jahr 1939. Nach dem Krieg wuchs die Bevölkerung durch Flüchtlinge und Vertriebene um über 20 % an.
Die Einwohnerzahl der Gemeinde stieg durch die beiden Eingemeindungen zwar an, jedoch zeichnete sich ein Bevölkerungsrückgang ab. Allein in den fünf Jahren von 1988 bis 1993 sank die Einwohnerzahl von 796 um rund 10 % auf 715.
Im Jahr 2002 entsprach die Bevölkerungsgröße mit 344 Einwohnern etwa jener von 1939.
Der Germanisierungsprozess war bereits im 19. Jahrhundert abgeschlossen. Anfang der 1880er Jahre ermittelt Arnošt Muka gerade noch einen Sorben im Ort; die restliche Bevölkerung war deutsch.

### Ortsname
Übermittelte Ortsnamenformen sind Merowe (1239), Meraw (1394), Melaw (1529) und schließlich Melaune (1732). Der Name leitet sich wohl von einem altsorbischen Personennamen Mer ab, der auf Mir „Frieden“ beruht. Der sorbische Name ist heute nicht mehr gebräuchlich. Abraham Frenzel schrieb ihn 1700 als Mirow. Spätere Formen sind Mjerjow (1835) und schließlich Měrjow (1885 bei Muka) mit einem Wandel von -je- nach -ě-. Anders als beim sorbischen Namen ist beim deutschen Namen seit dem 16. Jahrhundert eine Wandlung von -r- nach -l- festzustellen.

## Persönlichkeiten
Aus Melaune stammt der Pfarrerssohn und Architekt Arno Eugen Fritsche (1858–1939), der auf dem Gebiet des evangelischen Kirchenbaus hervortrat.
In Melaune ist der Fußballprofi Robert Koch (Dynamo Dresden) aufgewachsen.

## Kultur und Sehenswürdigkeiten
- Die Jugendscheune Melaune ist ein Zentrum der christlichen Kinder- und Jugendarbeit in der Region. Ende der 1980er Jahre wurde die Scheune auf dem Pfarrgrundstück der Evangelischen Kirchengemeinde um- und ausgebaut. Es entstand ein Rüstzeitheim mit 25 Betten und einem Gruppenraum. Im Laufe der Jahre kamen weitere Betten im 1911 gebauten Pfarrhaus dazu. Heute sind Übernachtungen für Gruppen im Selbstversorgerhaus möglich.